# Hotel Mario
Hotel Mario is een puzzelspel voor de Philips cd-i uit 1994. Het spel draait om Mario en Luigi die Princess Peach moeten redden van Bowser, die haar heeft opgesloten in een van zijn zeven Koopa Hotels. Het doel van het spel is om alle deuren van het hotel te sluiten om de vijanden tegen te houden.
Het spel werd hevig bekritiseerd en wordt vaak als een van de slechtste Mario-spellen ooit genoemd. Het spel deelt deze reputatie met Link: The Faces of Evil en Zelda: The Wand of Gamelon, spellen van een zeer gerespecteerde reeks die door de cd-i verwaarloosd zijn.
Het spel is heden vooral bekend vanwege zijn cutscènes, die vaak op een humoristische manier gehusseld zijn in YouTube Poops.